# Гомбоєв Жаргал Баїрович
Жаргал Баїрович Гомбоєв (рос. Жаргал Баирович Гомбоев; 4 жовтня 1975, Мила, Бурятська АРСР — 15 лютого 2023, Вугледар, Україна) — російський офіцер, капітан ЗС РФ. Герой Російської Федерації.

## Біографія
Син заслуженого вчителя Бурятської АРСР. Після закінчення Милинської середньої загальноосвітньої школи в 1992 році вступив в Бурятський технікум економіки, статистики та інформаційних технологій. З листопада 1993 по травень 1995 року пройшов строкову службу в Забайкальському військовому окрузі, після чого закінчив технікум. В 1996-2001 роках навчався на юридичному факультеті Московського державного університету.
В травні 2005 року підписав контракт і вступив механіком-водієм танка в 140-й танковий полк в Кяхті. В 2008/09 роках пройшов курс молодшого лейтенанта. З липня 2009 року — начальник відділу зберігання (резерву танків) військової частини в Козульці. З грудня 2013 року — командир ремонтної роти ремонтно-відновлювального батальйону 106-ї окремої бригади матеріально-технічного забезпечення Центрального військового округу в Юрзі. З січня 2015 року — офіцер 6-го управління (резервних формувань мотострілецьких військ) військової частини Південного військового округу в Новочеркаську. З листопада 2015 року — заступник командира танкового батальйону з озброєння в різних підрозділах 7-ї окремої танкової козацької бригади (з грудня 2016 року — 90-ї танкової дивізії) в Чебаркулі. З липня 2017 року — офіцер 2-го відділу (підготовки мотострілецьких військ) військової частник Південного військового округу в Новочеркаську. З лютого 2019 року — заступник командира танкового батальйону з озброєння 239-го танкового полку 90-ї танкової дивізії.
З листопада 2019 року — командир мотострілецького взводу 3-ї мотострілецької роти 1-го мотострілецького батальйону 37-ї окремої мотострілецької бригади в К'яхті. З 24 лютого 2022 року брав участь у вторгненні в Україну, відомий під позивним «Тайга». Учасник боїв під Ізюмом і Херсоном. В травні 2022 року поранений. Після одужання повернувся в Україну. Загинув у бою. 16 березня 2023 року похований в Улан-Уде.

## Нагороди
- Медалі
- Звання «Герой Російської Федерації» (18 вересня 2023, посмертно) — «за мужність і героїзм, проявлені під час виконання військового обов'язку.» 29 вересня медаль «Золота зірка» була вручена рідним Гомбоєва главою Бурятії Олексієм Циденовим.